# 喜马拉雅鬣羚
喜马拉雅鬣羚（学名：Capricornis thar）一种主要分布于亚洲喜马拉雅山脉地区的鬣羚，有时也被认为是苏门羚（Capricornis sumatraensis）的一个亚种。
喜马拉雅鬣羚与其他鬣羚属十分相似，其主要特征为其鬣毛颜色较深，腿部的红色毛发延伸到臀。